# Walerij Mowczan
Walerij Iwanowicz Mowczan (ukr. Валерій Іванович Мовчан, ur. 14 czerwca 1959 w Sordorowie) – radziecki kolarz torowy, złoty medalista olimpijski oraz złoty medalista mistrzostw świata.

## Kariera
Pierwszy sukces w karierze Walerij Mowczan osiągnął w 1980 roku, kiedy wspólnie z Aleksandrem Krasnowem, Władimirem Osokinem, Witalijem Pietrakowem i Wiktorem Manakowem złoty medal w drużynowym wyścigu na dochodzenie podczas igrzysk olimpijskich w Moskwie. W tej samej konkurencji reprezentanci ZSRR w składzie: Konstantin Chrabcow, Aleksandr Krasnow, Walerij Mowczan i Siergiej Nikitienko triumfowali również na rozgrywanych w 1982 roku mistrzostwach świata w Leicesterze.